# ۱۶۰۸ (میلادی)
۱۶۰۸ (میلادی) هزار و ششصد  و هشتمین سال تقویم میلادی است.

## زادگان
- ۲۸ ژانویه – جووانی آلفونسو بورلی، فیزیک‌دان، ریاضی‌دان، و ستاره‌شناس ایتالیایی (د. ۱۶۷۹)
- ۱۵ اکتبر – اوانجلیستا توریچلی، ریاضی‌دان و فیزیک‌دان ایتالیایی (د. ۱۶۴۷)
- ۹ دسامبر – جان میلتون، نویسنده و شاعر بریتانیایی (د. ۱۶۷۴)
- ۱۳ ژوئیه – فردیناند سوم، امپراتور مقدس روم، آهنگساز اهل مجارستان (د. ۱۶۵۷)